# Ursicollum
Ursicollum — рід грибів родини Cryphonectriaceae. Назва вперше опублікована 2006 року.

## Класифікація
До роду Ursicollum відносять 1 вид:
- Ursicollum fallax